# Петросян Геворг Робертович
Гево́рг Петрося́н (17 липня 1968, Єреван) — вірменський дипломат. Генеральний консул Республіки Вірменія в Одесі (Україна).

## Життєпис
Народився 17 липня 1968 року в Єревані. У 1992 році закінчив історико-англійське відділення Єреванський державний лінгвістичний університет імені Валерія Брюсова; У 1997 році Дипломатичну академію, спеціаліст з міжнародних відносин, диплом з відзнакою. Здобув ступінь кандидата політичних наук (1998). Володіє іноземними мовами: англійською, іспанською, італійською та російською. Одружений. Має доньку та сина.
У 1993—1994 рр. — аташе Управління державного протоколу МЗС Вірменії
У 1994—1995 рр. — помічник міністра закордонних справ Вірменії
У 1995—1997 рр. — Дипломатична академія МЗС РФ. Співробітник за сумісництвом Посольства Вірменії в Російській Федерації
У 1997—1998 рр. — третій секретар, Управління державного протоколу МЗС Вірменії
У 1998—1999 рр. — в.о. начальника відділу дипломатичного корпусу і протокольного листування, Управління державного протоколу МЗС Вірменії
У 1999—2000 рр. — начальник управління дипломатичного корпусу і протокольного листування, Служба державного протоколу МЗС Вірменії
У 2000—2002 рр. — перший секретар, Посольство Вірменії в Аргентині
У 2002—2003 рр. — в.о. заступника керівника агентства «Служба державного протоколу» МЗС Вірменії
У 2005—2006 рр. — радник, Посольство Вірменії в Італії
У 2006—2008 рр. — Надзвичайний посланник і повноважний міністр, Посольство Вірменії в Італії
У 2008—2008 рр. — заступник керівника агентства «Служба державного протоколу» МЗС Вірменії
У 2008—2009 рр. — начальник управління зовнішніх зв'язків Апарату Національних Зборів Вірменії
У 2009—2011 рр. — заступник керівника агентства «Служба державного протоколу» МЗС Вірменії
У 2011—2015 рр. — Надзвичайний посланник і повноважний міністр, Посольство Вірменії в Королівстві Нідерландів.
У 2015—2016 рр. — радник, Генеральний секретаріат, МЗС Вірменії
У 2016—2018 рр. — заступник начальника Служби державного протоколу МЗС Вірменії
У 2018—2023 рр. — Генеральний консул Республіки Вірменія в місті Одеса..